# Tes Nez Iah
Tes Nez Iah è un centro abitato situato nell'estremo nord della contea di Apache, in Arizona, appena a sud del confine con il Colorado. È situato lungo le rive del Chinle Wash, a circa 6 km. a ovest di Mexican Water. Ha un'altitudine stimata di 1 448 metri sul livello del mare. Il nome deriva dal navajo t'iis nééz íí'á, che significa "alti alberi di pioppo".